# Wenezuela na Letnich Igrzyskach Olimpijskich 1988
Wenezuelę na Letnich Igrzyskach Olimpijskich 1988 reprezentowało 18 zawodników (15 mężczyzn i 3 kobiety, w tym jedna z uczestniczek jedynie w kręglach, dyscyplinie pokazowej). Był to 12 start reprezentacji Wenezueli na letnich igrzyskach olimpijskich.

## Skład kadry

### Boks
Mężczyźni
- Marcelino Bolívar

waga papierowa – 17. miejsce
- David Griman

waga musza – 33. miejsce
- Abraham Torres

waga kogucia – 9. miejsce
- Omar Catarí

waga piórkowa – 9. miejsce
- José Pérez

waga lekka – 17. miejsce
- José García

waga półśrednia – 17. miejsce

### Jeździectwo
Mężczyźni
- Alberto Carmona

skoki przez przeszkody indywidualnie – 59. miejsce

### Judo
Mężczyźni
- Kilmar Campos

waga półśrednia – 20. miejsce
- Charles Griffith

waga średnia – 13. miejsce

### Kolarstwo
Mężczyźni
- Leonardo Sierra

wyścig ze startu wspólnego – 83. miejsce
- Enrique Campos

wyścig ze startu wspólnego – DNF
- Ali Parra

wyścig ze startu wspólnego – DNF
- Alexis Méndez

wyścig na punkty – 13. miejsce

### Pływanie synchroniczne
Kobiety
- María Elena Giusti

indywidualnie – 13. miejsce

### Podnoszenie ciężarów
Mężczyźni
- Humberto Fuentes

waga do 52 kg – 10. miejsce

### Tenis stołowy
Mężczyźni
- Francisco López

indywidualnie – 57. miejsce
Kobiety
- Elizabeth Popper

indywidualnie – 33. miejsce